# Ryūgo Okamoto
Ryūgo Okamoto (jap. 岡本 隆吾, Okamoto Ryūgo; * 5. Dezember 1973 in der Präfektur Kanagawa) ist ein ehemaliger japanischer Fußballspieler.

## Karriere
Okamoto erlernte das Fußballspielen in der Schulmannschaft der Yokohama Minami High School und der Universitätsmannschaft der Nihon-Universität. Seinen ersten Vertrag unterschrieb er 1996 bei den NTT Kanto (heute: Omiya Ardija). Der Verein spielte in der zweithöchsten Liga des Landes, der Japan Football League. Für den Verein absolvierte er 254 Spiele. Ende 2003 beendete er seine Karriere als Fußballspieler.